# Les McMahon
Pour les articles homonymes, voir McMahon.
James Leslie « Les » McMahon (né le 26 février 1930 et mort le 23 janvier 2015) est un homme politique australien.

## Biographie
Né le 26 février 1930 à Sydney, il est plombier, installateur de gaz et draineur, puis organisateur pour le Syndicat des employés de plombiers et de gaziers de l’Australie (section NSW). Il est élu au conseil municipal de Sydney en 1967, au conseil municipal de Leichhardt en 1968 et au conseil municipal de Sydney en 1971.
En 1975, il est élu à la Chambre des représentants en tant que membre travailliste de Sydney, poste qu'il occupe jusqu'à sa retraite en 1983. Pendant ce temps au Parlement, il a deux employés à temps plein, il siège à trois commissions parlementaires pour le travail, à savoir la commission de l'industrie et du travail, la commission de la santé et la commission urbaine. McMahon siège également à trois comités parlementaires mixtes du Parlement du Commonwealth, du Comité de la Chambre des communes, du Comité de la sécurité routière et du Comité des travaux publics (où il a été nommé vice-président). McMahon est également vice-président du caucus du travail et whip adjoint au Parlement. Quelques mois après avoir pris sa retraite de la politique en 1983, il travaillé comme commissaire à la Commission de conciliation et d'arbitrage de la Nouvelle-Galles du Sud, où il reste jusqu'à sa retraite en 1993
McMahon meurt le 23 janvier 2015 à Sydney des suites d'un cancer de la prostate. [réf. nécessaire]
Le 11 février 2015, le Parlement fédéral australien observe une minute de silence en l'honneur de McMahon après sa mort. L'actuelle membre travailliste du siège fédéral de Sydney, Mme Tanya Plibersek, décrit McMahon comme « un homme aux fortes convictions » et déclare :
« McMahon's loyalty remained always to the Labor Party. It is a measure of the man that, when he was defeated as a sitting member in a preselection, he handed out for the winning candidate on election day. He was a dedicated and committed local member. He was accessible and proud of the urban renewal legacy left by the Whitlam government. The people of Sydney owe a great deal to McMahon's enthusiastic and energetic championing of their interests. »
« La loyauté de McMahon est toujours restée envers le Parti travailliste. C'est une mesure de l'homme qui, lorsqu'il a été défait en tant que membre en exercice lors d'une présélection, a été remis au candidat gagnant le jour du scrutin. Il était un membre local dévoué et engagé. Il était accessible et fier de l'héritage laissé par le gouvernement Whitlam en matière de rénovation urbaine. Les habitants de Sydney doivent beaucoup à l'enthousiasme et à l'énergie avec lesquels McMahon défend leurs intérêts. »

### Famille
En 1952, McMahon épouse Patricia Wellings. McMahon et Patricia sont mariés pendant 60 ans avant le décès de Patricia en 2013. Ils ont 8 enfants, 24 petits-enfants et 16 arrière-petits-enfants.
En 2013, le petit-fils de McMahon, Lee McMahon, écrit une biographie de la vie de McMahon. L'histoire raconte à peu près dans les propres mots de McMahon, de son point de vue, parce que le Projet d'histoire orale du Parlement du Commonwealth a interviewé McMahon en 1989 à l'âge de 59 ans, six ans seulement après sa retraite.